# واين كودي
واين كودي (بالإنجليزية: Wayne Cody)‏ هو معلق رياضي أمريكي، ولد في 4 سبتمبر 1936 في اتلانتيك سيتي في الولايات المتحدة، وتوفي في 7 يونيو 2002 في رينتون في الولايات المتحدة.